# والتر س. ثورستون
والتر س. ثورستون (بالإنجليزية: Walter C. Thurston)‏ هو دبلوماسي أمريكي، ولد في 1894، وتوفي في 1974.